# Canalizare menajeră

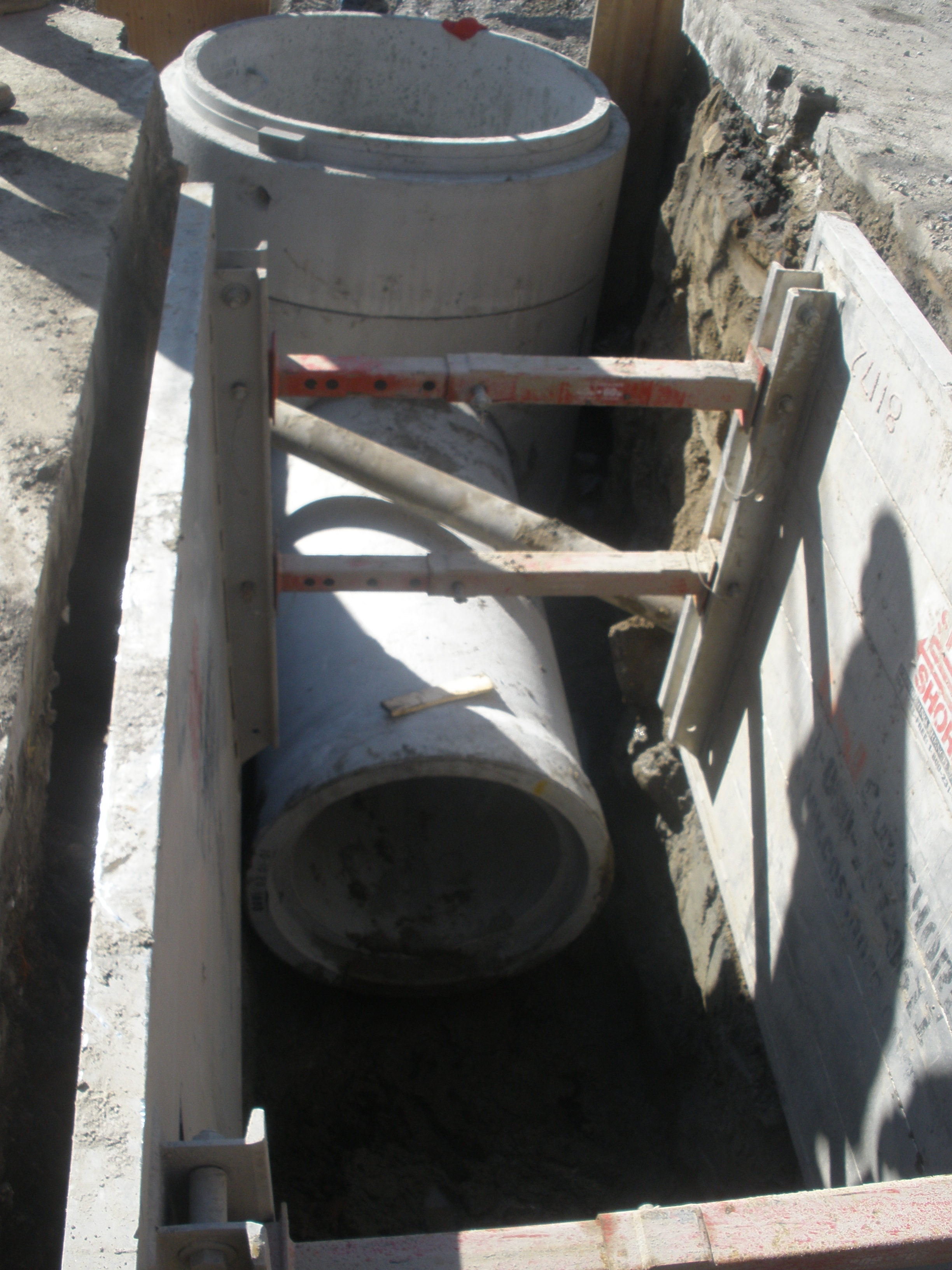
Construcția unui canal 900 mm în diametru din conducte prefabricate de beton, Kent Road, Toronto, Canada

Canalizarea menajeră este o rețea de conducte îngropate subteran pentru colectarea apei uzate menajere sau a apei uzate industriale și transportul acesteia către o stație de epurare. O rețea de canalizare menajeră este compusă din canale de racord, canale de serviciu, canale colectoare secundare, canale colectoare principale și este echipată cu cămine de vizitare pentru acces, supraveghere și întreținere. În general, proiectarea unei rețele de canalizare menajeră se face în așa fel încât să funcționeze gravitațional, dar sunt situații, mai ales în zonele cu relief plat, unde sunt necesare stațiile de pompare pentru transportarea apei dintr-un canal colector într-altul. De asemenea, pentru zonele cu relief plat s-a dezvoltat tehnologia de canalizare menajeră prin sistem vacuumatic.

## Istoric

### Antichitate
În Babilon, Mesopotamia au fost decoperite cele mai vechi conducte ceramice folosite pentru canalizarea apei menajere și pluviale, datând din anul 4000 î.Hr., apoi în orașul Eshnunna au fost descoperite sisteme de scurgere a apei pluviale la care au fost conectate și case pentru scurgerea canalului menajer. În Scoția, insulele Orkney, Skara Brae, au fost descoperite primele instalații sanitare montate în pereți care drenau apele uzate în afara caselor, datând din jurul anului 3200 î.Hr. 

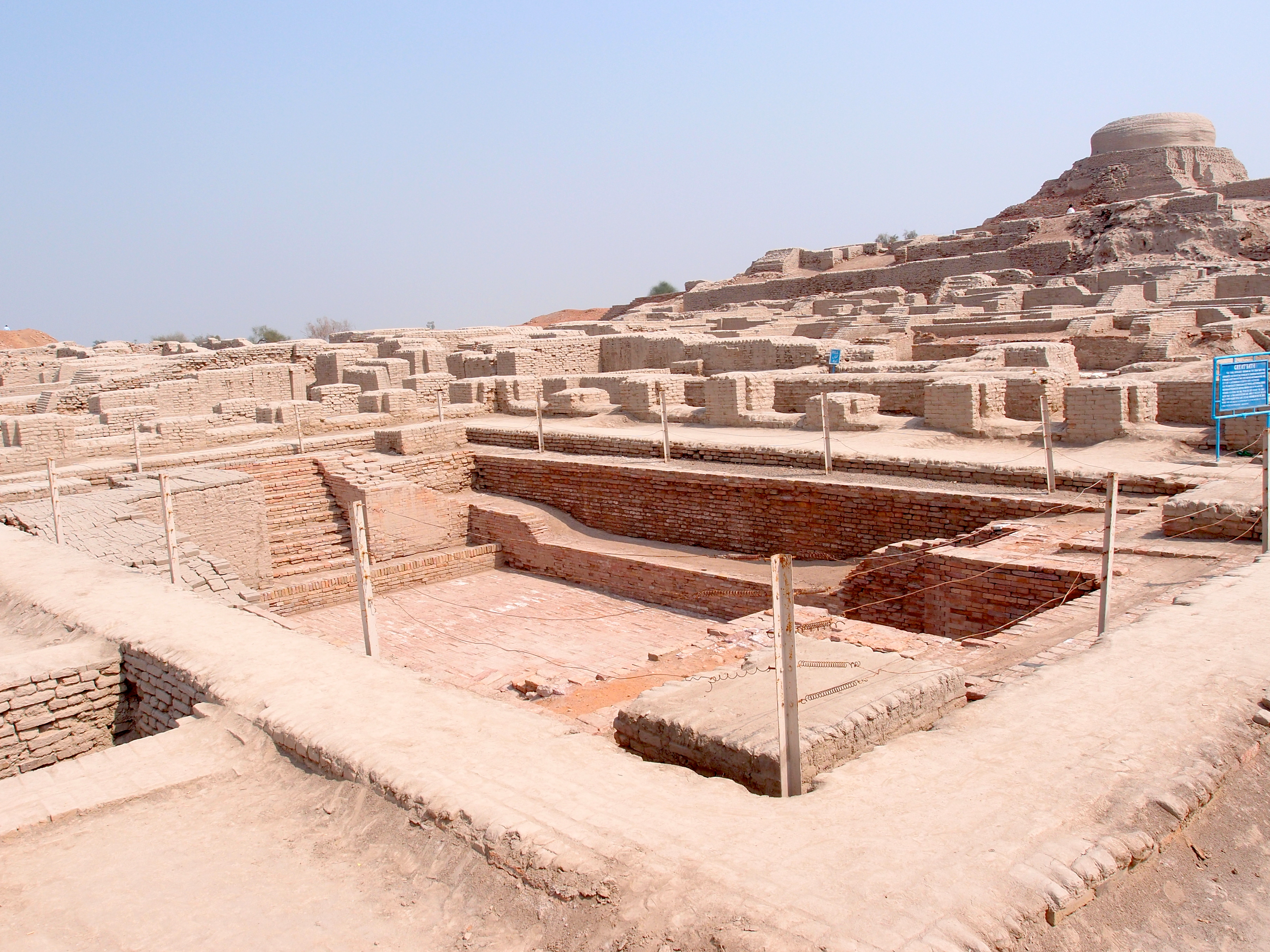
Baie comunală, Mohenjo-Daro și sistemul stradal bine organizat

Primele dovezi ale unui sistem centralizat de canalizare datează din mileniul al III-lea î.Hr. și au fost descoperite la Mohenjo-daro, în Pakistan. Descoperirile arheologice efectuate la Mohenjo-Daro, începând cu anul 1921, au relevat un sistem stradal foarte bine planificat și organizat, având și un sistem subteran de canalizare unitară a apelor.
În insula Creta există conducte de canalizare din teracotă care datează din perioada civilizației minoice, 3000 - 100 î.Hr., iar unele conducte sunt folosite și astăzi. Palatul regal din Cnossos a fost dotat cu o toaletă cu șezut confecționat din lemn și cu rezervor de apă aflat la înălțime, în care se colecta apă pluvială.
Canalizările deschise ale Atenei antice executate încă din anul 500 î.Hr.  deversau apa uzată menajeră și pluvială în rezervoare septice de colectare localizate în afara orașului.
Sistemul de canalizare al Romei antice a cărei construcție a început în jurul secolului VI î.Hr. era format din Sistemul Campus Martius, Sistemul Cloaca Maxima, Sistemul Circus Maximus. Sistemul Cloaca Maxima fiind sistemul cel mai bine cunoscut, la aceasta contribuind atât faptul că a fost amintit în repetate rânduri de diferiți scriitori din antichitate. Din acest sistem s-au păstat până azi mai multe porțiuni ale canalului, care au făcut obiectul unor studii arheologice.

### Evul Mediu
În secolele Evului Mediu progresul realizat în ingineria sanitară în antichitate s-a stopat datorită crezului dezvoltat în perioada
evului mediu timpuriu că este un păcat să fii curat. După multe molime și zeci de mii de victime cauzate , în special de ciumă, dezvoltarea sistemelor de canalizare a devenit o prioritate în marile orașe europene la începutul secolului al XIX-lea.
În Evul Mediu cunoștințele acumulate în perioada antichității par uitate, iar castelele și palatele sunt dotate cu fose septice amplasate la nivele inferioare sau deversări directe ale apei uzate în șanțurile de apărare. În anul 1183 în timpul unei diete, la Palatul Erfurt, organizată de către Frederic I al Sfântului Imperiu Roman, podeaua de lemn a încăperii în care se aflau invitații a cedat, iar nobili, cavaleri și împăratul însuși au căzut în fosa septică, mulți dintre invitați murind înecați. La Palatul Westminster, în Londra, s-a construit o conductă să deverseze preaplinul din fosa septică, direct în Tamisa, iar în anul 1307 a trebuit curățată și reabilitată deoarece a fost colmatată.
La Paris sau Londra oalele de noapte se goleau de pe fereastră direct pe stradă, iar la Berlin în anul 1671 se introduce o lege prin care se obliga fiecare țăran care vizita orașul să ia acasă o încărcătură de mizerie adunată în grămadă din fața bisericii Sfântul Petru.
În jurul anului 1200 la Paris se dezvoltă un sistem de canalizare deschis executat pe mijlocul străzilor pavate, sistem care s-a dovedit a fi ineficient deoarece a fost un focar de infecție contribuind la râspândirea bolilor. În anul 1370 se construiește un canal subteran sub Rue Montmartre care deversa într-un tributar al fluviului Sena. În anul 1531 se introduce o lege care nu a fost respectată care prevedea ca fiecare locuință să fie dotată cu o latrină. Începuturile sistemului modern de canalizare al Parisului se conturează în anul 1805, când Napoleon Bonaparte îl însărcinează pe Bruneseau cu proiectarea și construcția unei rețele de 290 km de canalizare.
La mijlocul secolului al XIX-lea Londra avea o populație de aproximativ trei milioane de locuitori, care deversa apa uzată și resturile menajere direct pe străzi. Cazurile de holeră erau atât de numeroase, încât doar jumătate din numărul copiilor atingeau vârsta de 5 ani. În vara anului 1858 are loc Marele miros datorat resturilor menajere existente de pe vatra orașului și apei foarte poluate a Tamisei, iar în urma acestui fenomen Parlamentul aprobă acordarea a 3 milioane de lire sterline pentru începerea lucrărilor de canalizare care îi sunt încredințate de Metropolitan Board of Works, inginerului-șef Joseph Bazalgette, care a supravegheat proiectarea și construcția a trei canale colectoare din cărămidă la nord de Tamisa și alte două la sud, cu o lungime totală de 132 km. Până în anul 1875 rețeaua de canalizare a Londrei a ajuns la o lungime totală de 2100 km.

### În România
În București primul canal menajer cu secțiune dreptunghiulară, executat din dulapi de stejar cu cadre, a fost construit în anul 1828 pe strada Smârdan și evacua apele uzate menajere de pe ulițele Colței, Batistei și Biserica Enei în râul Dâmbovița. Al doilea canal executat a fost pe Calea Moșilor, din piatră și zidit cu mortar de var, în anul 1840, având o lungime de 950 m. În anul 1881, iar apoi în 1889, inginerul elvețian Bürkli-Ziegler este însărcinat de către primărie cu proiectarea unui sistem de canalizare compus din două colectoare paralele cu râul Dâmbovița, la care se racordau două colectoare perpediculare pe acestea de fiecare parte a râului. Proiectul a fost finalizat în anul 1909 de inginerul Dionisie Germani, iar până în anul 1940 au fost executate 80% din lungimea colectoarelor prevăzute în proiect.
La Iași primele lucrări de canalizare se execută în perioada 1878 - 1884. La Galați lucrările la sistemul de canalizare încep în anul 1879. La Constanța primele lucrări de canalizare încep în anul 1903 pe străzile Mangaliei, Carol, România, Remus Opreanu și Bulevardul Elisabeta. La Craiova canalizarea orașului a fost executată după proiectul întocmit în anul 1910 de inginerul englez William Heerlin Lindley, fiind concepută în sistem unitar, iar din anul 1914 au fost executate circa 45 km de rețele de canalizare în zona centrală și de nord-est a orașului.

La Cluj-Napoca lucrările de canalizare au început în anul 1887, iar până în anul 1908 lungimea rețelei de canalizare totalizează 35 km. La Arad între anii 1895 și 1908 au fost construite șase stații Shone, care colectau apa uzată menajeră de la o rețea de canalizare Shone alcătuită din conducte cu diametru variabil, respectiv conducte de scurgere cu diametrul de 175 mm pe o lungime de 17,5 km și diametrul de 200 mm pe o lungime de 1,5 km și conducte de refulare dintre stațiile sistemului și stația de epurare cu diametre cuprinse între 130-300 mm. La Timișoara, în anul 1907, Consiliul comunal îi încredințează inginerului Stan Vidrighin sarcină de lucru găsirea unei soluții eficiente pentru alimentarea cu apă și canalizarea orașului. Lucrările de canalizare încep în anul 1909, iar până în anul 1911 au fost executate peste 30 km de colectoare de canalizare unitară.

## Aspecte tehnice
O rețea de canalizare este formată din canale de racord, canale de serviciu, colectoare secundare și colectoare principale.
Canalele de racord reprezintă conductele de canalizare care colectează apa uzată de la clădiri și le evacuează în canalele de serviciu, colectoarele secundare sau colectoarele principale. Canalele de serviciu deservesc zone reduse și se amplasează pe străzi sau în zone unde nu există colectoare secundare sau principale. Colectoarele secundare colectează apa uzată menajeră de pe suprafețe mari și se amplasează în zone mai joase ale zonei deservite pentru a putea prelua gravitațional apele uzate din canalele de serviciu aflate în amonte. Colectoarele secundare deversează apa uzată în colectoarele principale, care sunt amplasate pe străzile sau zonele cele mai joase ale zonei deservite și deversează apa colectată în emisar sau la stația de epurare.

### Principii de proiectare

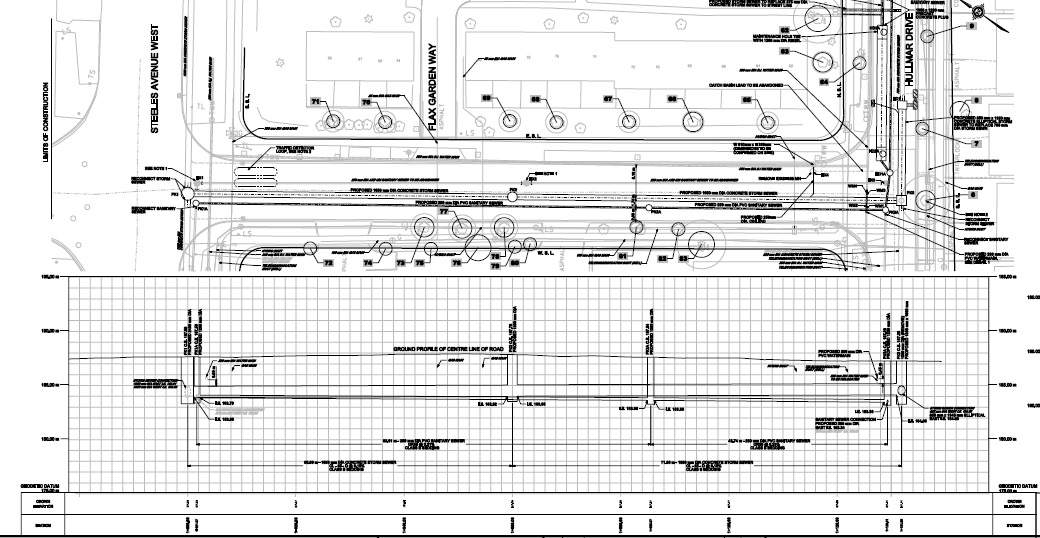
Proiectare - Plan și profil al unei canalizări

Canalizările menajere sunt dimensionate în așa fel încât să aibă secțiunea tranversală și panta de scurgere adecvate pentru a transporta debitul maxim de apă uzată la gradul de umplere maxim admisibil și pentru a menține viteza minimă de autocurățire la debitul maxim orar. Debitele de calcul ale rețelei de canalizare menajere sunt determinate prin formule de calcul reglementate de normativele și standardele naționale, provinciale, regionale sau teritoriale. Determinarea debitelor de calcul pentru apele uzate de canalizare în România se face conform cu SR 1846-1. Aceste debite sunt debitul zilnic mediu, debitul zilnic maxim, debitul orar maxim și debitul orar minim. Viteza de autocurățire este reglementată între 0,6 m/s și 0,75 m/s funcție de țară, regiune, provincie, teritoriu. În România viteza minimă de autocurățire este de 0,7 m/s, reglementată prin STAS 3051.
Concepția configurației rețelei de canalizare menajeră consideră topografia amplasamentului, caracteristicile geotehnice ale terenului, existența construcțiilor și utilităților subterane, existența obiectivelor cultural-istorice, cercetările arheologice, exproprierea proprietăților,  lățimea străzilor, intensitatea circulației, caracterul zonelor de locuințe, existența industriei și a obiectivelor cu debite mari, dezvoltarea viitoare a construcțiilor, amplasamentul stației de epurare sau a punctului de deversare finală, posibilitățile de execuție a canalelor etc. Conductele de canalizare se instalează în linie dreaptă, recomandabil pe partea străzii care necesită mai multe racorduri, iar dacă lățimea străzii depășește 20 m se consideră amplasarea a unei conducte de canalizare pe fiecare parte a străzii. Amplasarea conductele de canalizare trebuie să respecte anumite distanțe minime, horizontale și verticale, față de celelalte utilități reglementate prin standarde. În România aceste distanțe sunt prevăzute în SR 8591. Adâncimea canalelor este funcție de condițiile tehnico-economice, precum conectarea canalelor de racord sau a celor laterale, asigurarea pantei longitudinale, protecția împotriva înghețului, existența structurilor sau utilităților subterane etc.

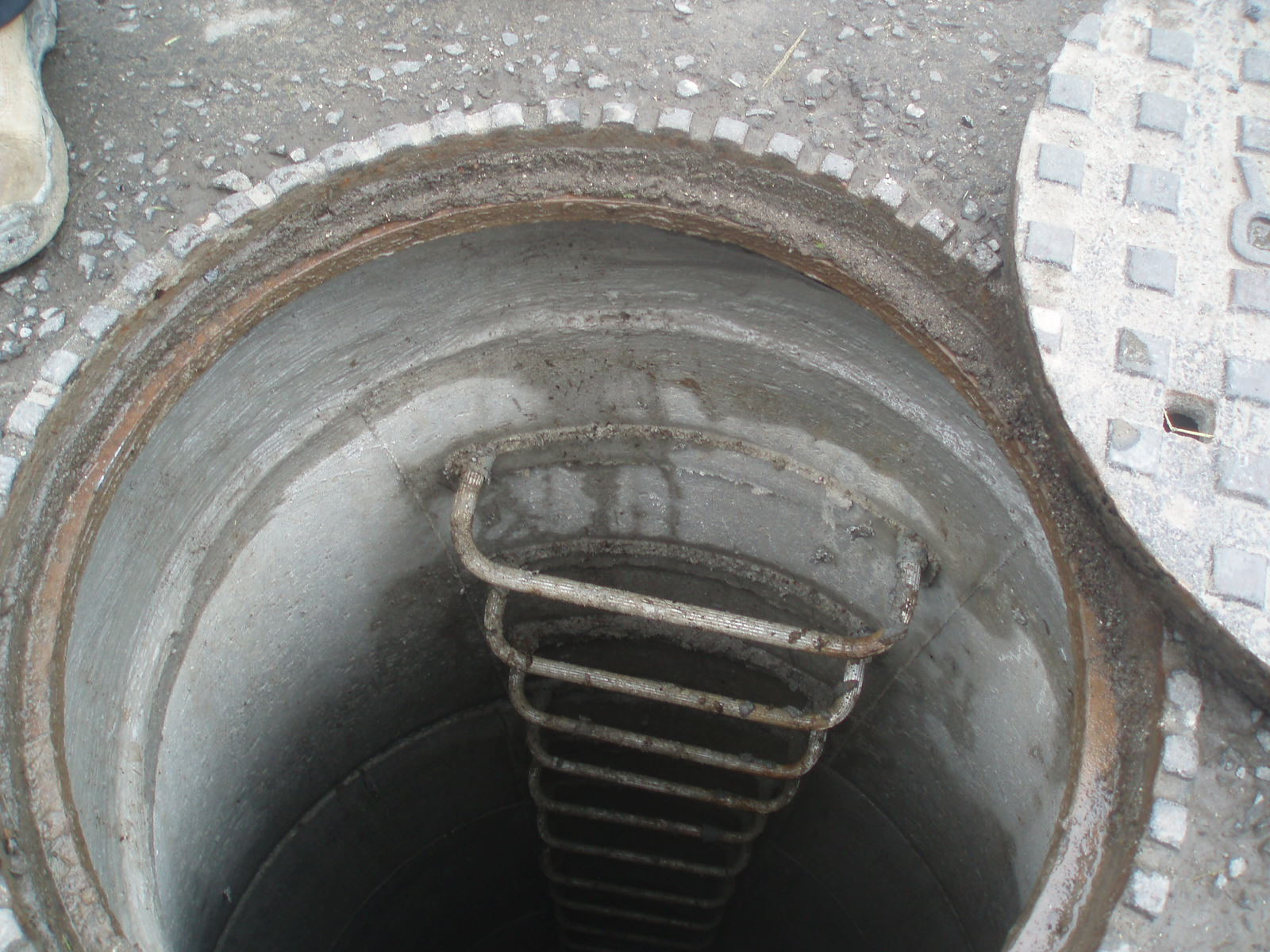
Trepte într-un cămin de vizitare

Pe aliniamentul canalelor menajere se găsesc lucrări accesorii pentru întreținere, supraveghere și exploatare. 
Căminele de vizitare sunt construcții subterane de dimensiuni reduse care permit accesul în canale pentru vizualizarea condițiilor de curgere, pentru curățirea și evacuarea depunerilor, astfel dimensionate încât să permită accesul persoanelor, uneltelor și a utilajelor necesare. Căminele de vizitare sunt amplasate în punctele de schimbare a direcției de scurgere, în punctele de schimbare a pantelor, în punctele de schimbare a dimensiunilor interioare a canalelor, în punctele de intersecție cu alte canale colectoare sau de serviciu, de asemenea se amplasează la distanțe maxime standardizate, specificate în standardele locale. În România, aceste distanțe maxime sunt de 60 m pentru canalele cu înălțimea interioară maximă de 800 mm, 75 m pentru canalele cu înălțimea interioară cuprinsă între 800 mm și 1500 mm sau 150 m la canalele vizitabile care depășesc înălțimea interioară de 1500 mm. În România, căminele de vizitare sunt executate în conformitate cu STAS 2448.
Căminele de racord sunt cămine de vizitare care pot avea dimensiuni mai mici și care sunt amplasate pe canalul de racord de la clădiri, în amonte de punctul de conectare la colectorul sau canalul de serviciu stradal. 

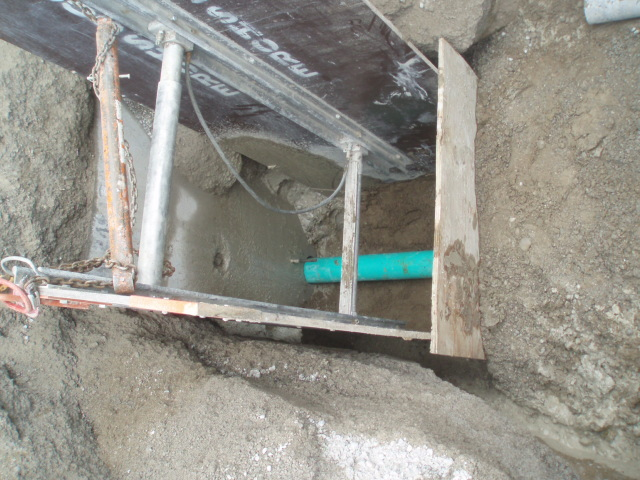
Instalarea unui racord lateral la căminul de vizitare - conductă din PVC, 125 mm în diametru

Căminele de rupere de pantă au rolul de a realiza coborâri abrupte ale debitului apei uzate în punctele în care canalele executate cu pante mai mici ca ale terenului ajung la adâncimea minimă acceptabilă. Aceste cămine trebuie să disipeze energia hidraulică excedentară, să evite acumularea depunerilor, să fie vizitabile și aerisite.
Căminele de spălare sunt cămine de vizitare cu dimensiuni mai mari care se instalează pe canalele care nu îndeplinesc viteza minimă de autocurățire. Aceste cămine sunt prevăzute cu stavile care se închid în momentul în care se spală canalele până se umple căminul cu apă până la nivelul preaplinului și apoi se deschid brusc pentru a genera o undă care spală depunerile din canalul din aval. 
Bazinele de retenție sunt amplasate în zone în care este necesară reținerea și înmagazinarea temporară a apelor uzate menajere, datorită incapacității hidraulice a canalelor aflate în aval pentru preluarea acestor debite la un moment dat. Bazinele de retenție pot fi proiectate să funcționeze gravitațional, iar dacă condițiile topografice nu permit funcționarea gravitațională sunt proiectate cu pompare pentru deversarea apelor în aval.
Stațiile de pompare sunt necesare funcție de relieful zonei de colectare și se prevăd în punctele cele mai joase ale rețelei de canalizare, de unde apa uzată nu mai poate fi transportată gravitațional spre aval către emisar sau stația de epurare. Dimensiunile stației de pompare și capacitatea de pompare se determină funcție de condițiile de debit.